# Berry Oakley
Raymond Berry Oakley III, noto semplicemente come Berry Oakley (Chicago, 4 aprile 1948 – Macon, 11 novembre 1972), è stato un bassista e cantante statunitense, membro fondatore della The Allman Brothers Band.

## Biografia
Oakley nacque a Chicago, Illinois, cresciuto nei sobborghi di Park Forest, si trasferì successivamente in Florida dove si unì alla band di Dickey Betts, i Second Coming. Nel 1969 fu uno dei membri fondatori degli Allman Brothers Band, insieme ai fratelli Duane e Gregg Allman, allo stesso Dickey Betts, e ai batteristi Butch Trucks e Jai Johanny "Jaimoe" Johanson.
Con gli Allman Brothers, Oakley divenne celebre per il suo stile melodico e rilassato, perfetto contrappunto alla furia chitarristica e percussiva del resto della band. In Memory of Elizabeth Reed, e Whipping Post incluse nell'album dal vivo At Fillmore East illustrano le qualità di Oakley al suo meglio. Egli inoltre era anche il membro del gruppo che più si prodigava affinché la band fosse una grande famiglia allargata piuttosto che un semplice gruppo rock. Quando il chitarrista e leader della band Duane Allman morì in un incidente motociclistico, Oakley ne fu emotivamente devastato. La band continuò la tournée in corso, ma Oakley iniziò a darsi all'alcool in maniera smodata.

## Strumentazione
Il basso elettrico di Oakley, soprannominato "The Tractor Bass", era un Fender Jazz Bass con dei pickup della Guild (prodotti dalla Hagström, una società svedese).

## Morte e tributo
L'11 novembre 1972, Oakley restò coinvolto in un incidente mentre era alla guida della sua motocicletta a Macon, quasi nello stesso posto dove aveva trovato la morte Duane Allman un anno prima. Oakley andò a sbattere frontalmente contro un autobus sulla Napier Avenue a Inverness. Sbalzato dalla moto, Oakley batté violentemente la testa sul selciato, ma rifiutò ogni soccorso medico dichiarando di sentirsi bene. Tre ore dopo, venne portato d'urgenza all'ospedale, e morì a causa di un'emorragia cerebrale dovuta alla frattura del cranio. Secondo quanto affermato dai medici, anche se Oakley fosse stato trasportato immediatamente all'ospedale dopo l'incidente, non si sarebbe salvato comunque. Oakley aveva solo 24 anni.
Nel 1998, il governo della Georgia ha deciso di intitolare a Oakley un ponte sulla State Highway 19, a Macon, chiamandolo "Raymond Berry Oakley III Bridge" in "onore e ricordo" del membro fondatore della Allman Brothers Band.